# Coleophora vicinella
Coleophora vicinella — вид лускокрилих комах родини чохликових молей (Coleophoridae).

## Поширення
Вид поширений в Південній та Східній Європі. Присутній у фауна України.

## Опис
Розмах крил 16-17 мм.

## Спосіб життя
Метелики літають у серпні. Гусінь живиться листям Astragalus, Coronilla, Dorycnium, Galega та Medicago sativa. Спершу мінує листя, потім живе у чохлику, об'їдаючи його зовні.